# Tania Sachdev
Tania Sachdev (née le 20 août 1986 à Delhi) est une joueuse d'échecs indienne, maître international et grand maître féminin.
Au 1er janvier 2019, elle est la numéro quatre indienne avec un classement Elo de 2 400 points, son record étant de 2 443 points en septembre 2013.

## Carrière

### Jeunesse
Tania Sachdev apprend à jouer aux échecs avec sa mère Anju à l'âge de six ans.
Elle détient un titre de championne d'Inde dans la catégorie des moins de 12 ans, et de championne d'Asie de moins de 14 ans.
Elle a étudié à l'Université de Delhi et est diplômée en littérature anglaise, sciences politiques et psychologie depuis 2008. En janvier 2011, elle affirme être employée au service commercial d'Air India depuis la fin de ses études.

### Carrière internationale
Tania Sachdev devient le huitième grand maître féminin indien en 2005, puis maître international en 2007. Elle est aussi titulaire d'une norme de grand maître international.
Elle remporte le championnat féminin d'Asie à Téhéran en 2007 avec la marque de 6,5 sur 9.
Elle reçoit un Arjuna Award (en), prestigieuse récompense offerte aux sportifs par le gouvernement indien en 2009. 
Elle fait partie de l'équipe nationale féminine indienne à l'Olympiade d'échecs de 2010 au deuxième échiquier puis à celle de 2012 à Istanbul où l'Inde se classe quatrième et où elle reçoit la médaille de bronze du troisième échiquier.
En 2011, elle a déclaré s'entrainer avec Vladimir Chouchelov. 
Elle fait partie de l'équipe des commentateurs officiels du championnat du monde d'échecs 2013.
Avec l'équipe d'Inde elle remporte l'Olympiade d'échecs de 2024.